# Campeonato Asiático de Clubes de Voleibol Feminino de 2015
Campeonato Asiático de Clubes de Voleibol Feminino de 2015 foi a 16ª edição da competição organizada anualmente pela AVC,  inicialmente previsto com a participação de dez  clubes (representando nove nações), com a desistência do representante do Turcomenistão foi competido por nove equipes; ocorrido no período de 12 a 20 de setembro   na cidade de Hà Nam , com as partidas realizadas no Hà Nam Gymnasium.Edição vencida pela primeira vez pelo clube tailandês Bangkok Glass e deste clube foi premiada como MVP a  Central Pleumjit Thinkaow, além do título o clube obteve qualificação para o Campeonato Mundial de Clubes de 2016

## Formato de disputa
Os dez clubes foram distribuídos em dois grupos de forma proporcional, mas com a desistência do representante do Turcomenistão, logo o Grupo A iniciou a competição com um clube  a menos, todos se enfrentarão entre si no respectivo grupo, sendo que o quinto colocado no Grupo B foi eliminado e assumiu a nona colocação geral,  também ao final desta fase foram definidas as posições para o cruzamento olímpico entre os grupos (fase de quartas-de-final), os quatros clubes vencedores disputaram as semifinais e os quatros eliminados foram para a disputa do quinto ao oitavo lugares. Os times vencedores das semifinais qualificaram para a grande final e os perdedores  fizeram a partida pela disputa do terceiro lugar.
Para a classificação dentro dos grupos na primeira fase, o placar de 3-0 ou 3-1 garantirá três pontos para a equipe vencedora e nenhum para a equipe derrotada; já o placar de 3-2 garantirá dois pontos para a equipe vencedora e um para a perdedora.

## Participantes
| Equipe               | País            | Qualificação                 |
| -------------------- | --------------- | ---------------------------- |
| Liên Việt Post Bank  | Vietname        | Representante da Cidade-Sede |
| April 25 Pyongyang   | Coreia do Norte |                              |
| Petron Blaze         | Filipinas       |                              |
| Bangkok Glass        | Tailândia       |                              |
| Azad University      | Irão            |                              |
| Hisamitsu Springs    | Japão           |                              |
| Zhetysu Almaty       | Cazaquistão     |                              |
| Taiwan Power Company | Taipé Chinesa   |                              |
| Zhejiang             | China           |                              |

## Primeira fase
Classificação

## Grupo A
|     |                      |     | Jogos | Jogos | Jogos | Resultados | Resultados | Resultados | Resultados | Resultados | Resultados | Sets | Sets | Sets  | Pontos | Pontos | Pontos |
| Pos | Equipe               | Pts | T     | V     | D     | 3–0        | 3–1        | 3–2        | 2–3        | 1–3        | 0–3        | V    | P    | R     | V      | P      | R      |
| --- | -------------------- | --- | ----- | ----- | ----- | ---------- | ---------- | ---------- | ---------- | ---------- | ---------- | ---- | ---- | ----- | ------ | ------ | ------ |
| 1   | Taiwan Power Company | 8   | 3     | 3     | 0     | 1          | 1          | 1          | 0          | 0          | 0          | 9    | 3    | 3,000 | 272    | 239    | 1.138  |
| 2   | Bangkok Glass        | 7   | 3     | 2     | 1     | 2          | 0          | 0          | 1          | 0          | 0          | 8    | 3    | 2.667 | 251    | 216    | 1.162  |
| 3   | Zhetysu Almaty       | 3   | 3     | 1     | 2     | 0          | 1          | 0          | 0          | 0          | 2          | 3    | 7    | 0.429 | 215    | 235    | 0.915  |
| 4   | Liên Việt Post Bank  | 0   | 3     | 0     | 3     | 0          | 0          | 0          | 0          | 1          | 2          | 1    | 9    | 0.111 | 216    | 264    | 0.818  |

| Data   | Hora  |                      | Placar |                        | Set 1 | Set 2 | Set 3 | Set 4 | Set 5 | Total   | Relatório |
| ------ | ----- | -------------------- | ------ | ---------------------- | ----- | ----- | ----- | ----- | ----- | ------- | --------- |
| 12 set | 19:00 | Liên Việt Post Bank  | 1–3    | Taiwan Power Company   | 26–28 | 19–25 | 25–17 | 14–25 |       | 84–95   | 84–95     |
| 12 set | 21:00 | Zhetysu Almaty       | 0–3    | Bangkok Glass          | 23–25 | 22–25 | 22–25 |       |       | 67–75   | 67–75     |
| 13 set | 18:00 | Taiwan Power Company | 3–0    | Zhetysu Almaty         | 25–19 | 25–14 | 25–21 |       |       | 75–54   | 75–54     |
| 14 set | 18:00 | Bangkok Glass        | 2–3    | 'Taiwan Power Company' | 25–17 | 25–20 | 16–25 | 23–25 | 12–15 | 101–102 | 101–102   |
| 15 set | 16:00 | Liên Việt Post Bank  | 1–3    | ' Zhetysu Almaty'      | 17–25 | 25–19 | 22–25 | 21–25 |       | 85–94   | 85–94     |
| 16 set | 20:00 | Liên Việt Post Bank  | 0–3    | ' Bangkok Glass'       | 12–25 | 14–25 | 22–25 |       |       | 48–75   | 48–75     |

## Grupo B
|     |                    |     | Jogos | Jogos | Jogos | Resultados | Resultados | Resultados | Resultados | Resultados | Resultados | Sets | Sets | Sets  | Pontos | Pontos | Pontos |
| Pos | Equipe             | Pts | T     | V     | D     | 3–0        | 3–1        | 3–2        | 2–3        | 1–3        | 0–3        | V    | P    | R     | V      | P      | R      |
| --- | ------------------ | --- | ----- | ----- | ----- | ---------- | ---------- | ---------- | ---------- | ---------- | ---------- | ---- | ---- | ----- | ------ | ------ | ------ |
| 1   | Zhejiang           | 14  | 5     | 5     | 0     | 3          | 1          | 1          | 0          | 0          | 0          | 15   | 3    | 5,000 | 202    | 161    | 1.255  |
| 2   | Hisamitsu Springs  | 10  | 4     | 3     | 1     | 3          | 0          | 0          | 1          | 0          | 0          | 11   | 3    | 3.667 | 330    | 207    | 1.594  |
| 3   | April 25 Pyongyang | 6   | 4     | 2     | 2     | 2          | 0          | 0          | 0          | 0          | 2          | 6    | 6    | 1,000 | 242    | 245    | 0.988  |
| 4   | Petron Blaze       | 3   | 4     | 1     | 3     | 1          | 0          | 0          | 0          | 0          | 3          | 3    | 9    | 0.333 | 199    | 272    | 0.732  |
| 5   | Azad University    | 0   | 4     | 0     | 4     | 0          | 0          | 0          | 0          | 0          | 4          | 0    | 12   | 0,000 | 168    | 300    | 0.560  |

| Data   | Hora  |                    | Placar |                      | Set 1 | Set 2 | Set 3 | Set 4 | Set 5 | Total   | Relatório |
| ------ | ----- | ------------------ | ------ | -------------------- | ----- | ----- | ----- | ----- | ----- | ------- | --------- |
| 12 set | 14:00 | Zhejiang           | 3–0    | Azad University      | 25–7  | 25–10 | 25–17 |       |       | 75–34   | 75–34     |
| 12 set | 16:00 | April 25 Pyongyang | 3–0    | Petron Blaze         | 25–13 | 25–18 | 25–11 |       |       | 75–42   | 75–42     |
| 13 set | 16:00 | Azad University    | 0–3    | April 25 Pyongyang   | 13–25 | 22–25 | 18–25 |       |       | 53–75   | 53–75     |
| 13 set | 20:00 | Hisamitsu Springs  | 2–3    | Zhejiang             | 25–22 | 21–25 | 25–16 | 23–25 | 11–15 | 105–103 | 105–103   |
| 14 set | 16:00 | April 25 Pyongyang | 0–3    | Hisamitsu Springs    | 10–25 | 15–25 | 12–25 |       |       | 37–75   | 37–75     |
| 14 Sep | 20:00 | Petron Blaze       | 3–0    | Azad University      | 25–8  | 25–16 | 25–23 |       |       | 75–47   | 75–47     |
| 15 set | 18:00 | Zhejiang           | 3–0    | April 25 Pyongyang   | 25–15 | 25–18 | 25–22 |       |       | 75–55   | 75–55     |
| 15 set | 20:00 | Hisamitsu Springs  | 3–0    | Petron Blaze         | 25–5  | 25–16 | 25–12 |       |       | 75–33   | 75–33     |
| 16 set | 16:00 | Azad University    | 0–3    | ' Hisamitsu Springs' | 13–25 | 6–25  | 15–25 |       |       | 34–75   | 34–75     |
| 16 set | 18:00 | Petron Blaze       | 0–3    | ' Zhejiang'          | 15–25 | 14–25 | 20–25 |       |       | 49–75   | 49–75     |

## Fase final
|  | Quartas-de-final             | Quartas-de-final             |                              |          | Semifinal            | Semifinal           |  |  | Disputa pelo ouro            | Disputa pelo ouro |
|  |                              |                              |                              |          |                      |                     |  |  |                              |                   |
|  | 18 de setembro de 2015-14:00 |                              |                              |          |                      |                     |  |  |                              |                   |
|  |                              |                              |                              |          |                      |                     |  |  |                              |                   |
|  | Taiwan Power Company         | 3                            |                              |          |                      |                     |  |  |                              |                   |
|  | Taiwan Power Company         | 3                            | 19 de setembro de 2015-16:00 |          |                      |                     |  |  |                              |                   |
|  | Petron Blaze                 | 0                            |                              |          |                      |                     |  |  |                              |                   |
|  | Petron Blaze                 | 0                            | Taiwan Power Company         | 2        |                      |                     |  |  |                              |                   |
|  | 18 de setembro de 2015-18:00 |                              | Taiwan Power Company         | 2        |                      |                     |  |  |                              |                   |
|  |                              | Hisamitsu Springs            | 3                            |          |                      |                     |  |  |                              |                   |
|  | Hisamitsu Springs            | Hisamitsu Springs            | 3                            | 3        |                      |                     |  |  |                              |                   |
|  | Hisamitsu Springs            |                              | 20 de setembro de 2015-20:00 | 3        |                      |                     |  |  |                              |                   |
|  | Zhetysu Almaty               | 0                            |                              |          |                      |                     |  |  |                              |                   |
|  | Zhetysu Almaty               | 0                            | Hisamitsu Springs            | 2        |                      |                     |  |  |                              |                   |
|  | 18 de setembro de 2015-20:00 |                              | Hisamitsu Springs            | 2        |                      |                     |  |  |                              |                   |
|  |                              | Bangkok Glass                | 3                            |          |                      |                     |  |  |                              |                   |
|  | Zhejiang                     | Bangkok Glass                | 3                            | 3        |                      |                     |  |  |                              |                   |
|  | Zhejiang                     | 19 de setembro de 2015-20:00 |                              | 3        |                      |                     |  |  |                              |                   |
|  | Liên Việt Post Bank          | 0                            |                              |          |                      |                     |  |  |                              |                   |
|  | Liên Việt Post Bank          | 0                            | Zhejiang                     | 2        | Disputa pelo bronze  | Disputa pelo bronze |  |  |                              |                   |
|  | 18 de setembro de 2015-14:00 |                              | Zhejiang                     | 2        | Disputa pelo bronze  | Disputa pelo bronze |  |  |                              |                   |
|  |                              | Bangkok Glass                | 3                            |          |                      |                     |  |  |                              |                   |
|  | Bangkok Glass                | Bangkok Glass                | 3                            | 3        | Taiwan Power Company | 0                   |  |  |                              |                   |
|  | Bangkok Glass                |                              |                              | 3        | Taiwan Power Company | 0                   |  |  |                              |                   |
|  | April 25 Pyongyang           | 1                            |                              | Zhejiang | 3                    |                     |  |  |                              |                   |
|  | April 25 Pyongyang           | 1                            |                              |          | 3                    |                     |  |  |                              |                   |
|  |                              |                              |                              |          |                      |                     |  |  | 20 de setembro de 2015-18:00 |                   |
|  |                              |                              |                              |          |                      |                     |  |  |                              |                   |

## Quartas-de-final
| Data   | Hora  |                      | Placar |                     | Set 1 | Set 2 | Set 3 | Set 4 | Set 5 | Total | Relatório |
| ------ | ----- | -------------------- | ------ | ------------------- | ----- | ----- | ----- | ----- | ----- | ----- | --------- |
| 18 set | 14:00 | Taiwan Power Company | 3–0    | Petron Blaze        | 25–20 | 25–16 | 25–9  |       |       | 75–45 | 75–45     |
| 18 set | 16:00 | Bangkok Glass        | 3–1    | April 25 Pyongyang  | 25–18 | 25–15 | 22–25 | 25–23 |       | 97–81 | 97–81     |
| 18 set | 18:00 | Hisamitsu Springs    | 3–0    | Zhetysu Almaty      | 25–18 | 25–20 | 25–23 |       |       | 75–61 | 75–61     |
| 18 set | 20:00 | Zhejiang             | 3–0    | Liên Việt Post Bank | 25–16 | 25–15 | 25–12 |       |       | 75–43 | 75–43     |

## Classificação do 5º ao 8º lugares
| Data   | Hora  |                     | Placar |                    | Set 1 | Set 2 | Set 3 | Set 4 | Set 5 | Total | Relatório |
| ------ | ----- | ------------------- | ------ | ------------------ | ----- | ----- | ----- | ----- | ----- | ----- | --------- |
| 19 set | 14:00 | Petron Blaze        | 0–3    | Zhetysu Almaty     | 17–25 | 18–25 | 20–25 |       |       | 55–75 | 55–75     |
| 19 set | 18:00 | Liên Việt Post Bank | 0–3    | April 25 Pyongyang | 22–25 | 21–25 | 21–25 |       |       | 64–75 | 64–75     |

## Semifinais
| Data   | Hora  |                      | Placar |                   | Set 1 | Set 2 | Set 3 | Set 4 | Set 5 | Total  | Relatório |
| ------ | ----- | -------------------- | ------ | ----------------- | ----- | ----- | ----- | ----- | ----- | ------ | --------- |
| 19 set | 16:00 | Zhejiang             | 2–3    | Bangkok Glass     | 14–25 | 25–17 | 23–25 | 25–19 | 9–15  | 96–101 | 96–101    |
| 19 set | 20:00 | Taiwan Power Company | 2–3    | Hisamitsu Springs | 25–23 | 28–26 | 10–25 | 11–25 | 4–15  | 78–114 | 78–114    |

## Sétimo lugar[3]
| Data   | Hora  |              | Placar |                     | Set 1 | Set 2 | Set 3 | Set 4 | Set 5 | Total  | Relatório |
| ------ | ----- | ------------ | ------ | ------------------- | ----- | ----- | ----- | ----- | ----- | ------ | --------- |
| 20 set | 14:00 | Petron Blaze | 1–3    | Liên Việt Post Bank | 24–26 | 25–27 | 26–24 | 20–25 |       | 95–102 | 95–102    |

## Quinto lugar[3]
| Data   | Hora  |                | Placar |                    | Set 1 | Set 2 | Set 3 | Set 4 | Set 5 | Total | Relatório |
| ------ | ----- | -------------- | ------ | ------------------ | ----- | ----- | ----- | ----- | ----- | ----- | --------- |
| 20 set | 16:00 | Zhetysu Almaty | 3–0    | April 25 Pyongyang | 25–18 | 25–19 | 25–22 |       |       | 75–59 | 75–59     |

## Terceiro lugar[3]
| Data   | Hora  |                      | Placar |          | Set 1 | Set 2 | Set 3 | Set 4 | Set 5 | Total | Relatório |
| ------ | ----- | -------------------- | ------ | -------- | ----- | ----- | ----- | ----- | ----- | ----- | --------- |
| 20 Sep | 18:00 | Taiwan Power Company | 0–3    | Zhejiang | 14–25 | 15–25 | 15–25 |       |       | 44–75 | 44–75     |

## Final[3]
| Data   | Hora  |                   | Placar |                  | Set 1 | Set 2 | Set 3 | Set 4 | Set 5 | Total   | Relatório |
| ------ | ----- | ----------------- | ------ | ---------------- | ----- | ----- | ----- | ----- | ----- | ------- | --------- |
| 20 set | 20:00 | Hisamitsu Springs | 2–3    | ' Bangkok Glass' | 22–25 | 25–20 | 25–23 | 22–25 | 12–15 | 106–108 | 106–108   |

## Classificação final
| Pos | Equipe               |
| --- | -------------------- |
| 1   | Bangkok Glass        |
| 2   | Hisamitsu Springs    |
| 3   | Zhejiang             |
| 4   | Taiwan Power Company |
| 5   | Zhetysu Almaty       |
| 6   | April 25 Pyongyang   |
| 7   | Liên Việt Post Bank  |
| 8   | Petron Blaze         |
| 9   | Azad University      |

|  | Qualificado para o Campeonato Mundial de Clubes de Voleibol Feminino de 2016 |

## Prêmios individuais
A seleção do campeonato foi composta pelas seguintes jogadoras:
- MVP (Most Valuable Player):  Pleumjit Thinkaow